# Сами и Радж: Във вихъра на времето
„Сами и Радж: Във вихра на времето“ (на английски: The Twisted Timeline of Sammy & Raj) е британско-индийски анимационен сериал, създаден от Джордан Гершовиц, продуциран е от Reliance Animation съвместно с Viacom 18 и Nickelodeon International.
Премиерата на сериала е излъчена във Великобритания по канала Nicktoons на 9 януари 2023 г.

## В България
В България сериалът започва излъчване по локалната версия на Nicktoons на 6 февруари 2023 г.
Също така е достъпен в стрийминг платформата SkyShowtime.

### Нахсинхронен дублаж
| Роля      | Изпълнител       |
| --------- | ---------------- |
| Дада Аман | Радослав Рачев   |
| Дади Диша | Василка Сугарева |
| Кунал     | Камен Иванов     |
| Габриел   | Поля Иванова     |
| Хюго      | Петър Каменов    |
| Радж      | Максим Шишков    |
| Сами      | Стефан Георгиев  |
| Ума       | Нина Гавазова    |

| Обработка            | студио „Про Филмс“                           |
| -------------------- | -------------------------------------------- |
| Режисьори на дублажа | Ангелина Русева Весела Петрова               |
| Преводачи            | Дара Цветкова Деница Цветанова Найден Маргов |